# Thinobius flavicornis
Thinobius flavicornis är en skalbaggsart som beskrevs av Leconte 1877. Thinobius flavicornis ingår i släktet Thinobius och familjen kortvingar. Inga underarter finns listade i Catalogue of Life.